# Ben Bell
Benjamin Ryan Bell (nacido en 1998/1999) es un político neozelandés que es el alcalde de la ciudad de Gore en la Isla Sur. En octubre de 2022, Bell fue elegido alcalde más joven de Gore a la edad de 23 años, derrotando al alcalde en ejercicio Tracy Hicks. A mediados de noviembre, el consejo del distrito de Gore rechazó la solicitud de Bell de contratar a una asistente ejecutiva personal llamada Shanna Crosbie. Posteriormente, Bell se fue de licencia después de que sus compañeros concejales presentaran una solicitud solicitando la destitución del vicealcalde Stewart MacDonell.

## Primeros años y carrera empresarial
Su padre biológico es Simon Bell, y su madre es Rebecca Tayler. Creció en Ōtaki y recibió su educación en Paraparaumu College. Cuando tenía 12 años, inventó una pulsera con GPS que permitía a los hospitales y visitantes rastrear el paradero de los pacientes. En septiembre de 2016 presentó su pulsera en la conferencia Medicine X organizada por la Universidad Stanford en California. En noviembre de 2016, este invento le valió la categoría juvenil del premio Wellingtonian of the Year.
Durante 2017, Bell trabajó en el supermercado de Ōtaki Countdown para ahorrar dinero para un año sabático de invierno 2018/19 en el hemisferio norte en Canadá, donde trabajó como instructor de esquí a pesar de tener que aprender a esquiar él mismo primero. En sus propias palabras, «fue una locura... Sabía lo básico». En 2019, Bell comenzó a trabajar en el Consejo Regional de Horizons como analista de datos ambientales. En julio de 2021, registró su propia empresa, Random42 Limited, con él mismo como director único. Su madre es accionista del 49 por ciento de esa empresa. La empresa se ocupó de la tecnología de control del agua, las turbinas eólicas portátiles y promovió la invención de la pulsera de Bell.

## Carrera como alcalde
Durante las elecciones a la alcaldía de Gore de 2022, que se llevaron a cabo como parte de las elecciones locales de Nueva Zelanda de 2022, Bell se posicionó como el candidato del «cambio» e hizo campaña para arreglar los caminos rurales, la infraestructura del agua y promover el reciclaje. Durante su campaña, Bell se acercó tanto a los votantes jóvenes a través de las redes sociales como a los votantes mayores a través de la Asociación de Servicios para Retornados y otras organizaciones. Cuando se publicaron los resultados completos de las elecciones locales el 13 de octubre de 2022, Bell derrotó al alcalde en ejercicio Tracy Hicks por un estrecho margen de 8 votos; ganando 2371 votos frente a los 2363 votos de Hicks. Hicks solicitó un recuento, pero un juez rechazó su pedido de recuento.
A mediados de noviembre, varios concejales de Gore, incluidos Bret Highsted, Neville Phillips, Bronwyn Reid y Richard McPhail, boicotearon el retiro de Bell a Cromwell para miembros electos. El retiro fue pensado como un ejercicio de formación de equipos para presentar la estrategia de liderazgo de Bell para los próximos tres años de su mandato como alcalde. Highsted criticó la decisión de realizar el retiro en Cromwell como una falta de respeto a la comunidad de Gore, los contribuyentes, las empresas y Mataura Licensing Trust. El vicealcalde Stewart MacDonell defendió el retiro y afirmó que había habido «una discusión buena y sólida» entre los asistentes. También afirmó que Bell había intentado sin éxito reservar instalaciones en el Croydon Lounge de Gore para el retiro.
El 22 de noviembre de 2022, el consejo del distrito de Gore rechazó la oferta de Bell de contratar a un asistente. El concejal Bret Highsted se opuso a la solicitud de Bell de un asistente personal y lo describió como un «proyecto de vanidad». Ese mismo día, siete concejales, incluidos Richard McPhail, Reid, Highsted, Paul McPhail, Glenys Dickson, Phillips y Joe Stringer, presentaron un aviso de que planeaban reunirse el 15 de diciembre para votar sobre la destitución del vicealcalde MacDonell y elegir un nuevo vicealcalde Después de la elección de alcalde, Bell había designado a MacDonell como vicealcalde, citando su «riqueza de conocimientos y experiencia en finanzas». El 24 de noviembre, el consejo del distrito de Gore confirmó que Bell se había ido de licencia.
El 29 de noviembre, el director ejecutivo del consejo del distrito de Gore, Stephen Parry, estimó que la estructura de gobierno propuesta por Bell le costaría al consejo del distrito entre 140.000 y 300.000 dólares neozelandeses por año. La estructura de gobierno propuesta por Bell incluiría representantes de 10 mana whenua y varios representantes independientes. A fines de noviembre, Bell regresó luego de un descanso de tres días y reafirmó su compromiso con sus deberes de alcalde luego de una semana de «conversaciones desafiantes». Luego de un taller realizado el 1 de diciembre de 2022 para discutir la estructura de gobierno propuesta por Bell, MacDonell renunció como vicealcalde.